# Reprezentacja Chorwacji w hokeju na lodzie mężczyzn
Reprezentacja Chorwacji w hokeju na lodzie mężczyzn — kadra Chorwacji w hokeju na lodzie mężczyzn.

## Występy na mistrzostwach świata
- 1994 - 32. miejsce (4. w Grupie C2)
- 1995 - 30. miejsce (1. w Grupie C2)
- 1996 - 28. miejsce (8. w Grupie C)
- 1997 - 29. miejsce (1. w Grupie D)
- 1998 - 29. miejsce (5. w Grupie C)
- 1999 - 29. miejsce (5. w Grupie C)
- 2000 - 27. miejsce (3. w Grupie C)
- 2001 - 24. miejsce (4. w Dywizji I, Grupa B)
- 2002 - 26. miejsce (5. w Dywizji I, Grupa A)
- 2003 - 27. miejsce (6. w Dywizji I, Grupa B) - spadek
- 2004 - 32. miejsce (2. w Dywizji II, Grupa A)
- 2005 - 29. miejsce (1. w Dywizji II, Grupa A) - awans
- 2006 - 27. miejsce (6. w Dywizji I, Grupa B) - spadek
- 2007 - 29. miejsce (1. w Dywizji II, Grupa A) - awans
- 2008 - 25. miejsce (5. w Dywizji I, Grupa B)
- 2009 - 26. miejsce (5. w Dywizji I, Grupa A)
- 2010 - 28. miejsce (6. w Dywizji I, Grupa B) - spadek
- 2011 - 30. miejsce (2. w Dywizji II, Grupa B)
- 2012 - 30. miejsce (2. w Dywizji II, Grupa A)
- 2013 - 29. miejsce (1. w Dywizji II, Grupa A) - awans
- 2014 - 24. miejsce (2. w Dywizji I, Grupa B)
- 2015 - 26. miejsce (6. w Dywizji I, Grupa B)
- 2016 – 26. miejsce (4. w Dywizji I, Grupa B)
- 2017 – 27. miejsce (5. w Dywizji I, Grupa B)
- 2018 – 28. miejsce (6. w Dywizji I, Grupa B) - spadek